# Bitte schön
Bitte schön ist eine Polka française von Johann Strauss (Sohn) (op. 372). Das Werk wurde im Sommer 1875 erstmals aufgeführt.